# Thomas Dautzenberg
Thomas Dautzenberg (* 1975 in Aachen) ist ein deutscher Verwaltungsjurist. Er ist seit 2023 Direktor des Landtags Nordrhein-Westfalen.
Nach seinem Jura-Studium war Dautzenberg u. a. als Prokurist bei der Wirtschaftsprüfungsgesellschaft PricewaterhouseCoopers tätig. Er war zeitweise auch Bundesgeschäftsführer der Jungen Union. Später arbeitet er im Verkehrsministerium des Landes NRW als Leiter des Ministerbüros unter Hendrik Wüst.
Im Anschluss arbeitet er im Verkehrsministerium als Leiter der Zentralabteilung, ebenso wie später im Ministerium für Kultur und Wissenschaft des Landes Nordrhein-Westfalen. Am 1. Januar 2023 wurde er als Nachfolger von Dorothee Zwiffelhoffer Landtagsdirektor des nordrhein-westfälischen Landtags.